# Veitchia simulans
Veitchia simulans är en enhjärtbladig växtart som beskrevs av Harold Emery Moore. Veitchia simulans ingår i släktet Veitchia och familjen Arecaceae. IUCN kategoriserar arten globalt som sårbar. Inga underarter finns listade i Catalogue of Life.